# Kathrine Maaseide
Kathrine Maaseide (* 18. Dezember 1976 in Stavanger) ist eine norwegische Beachvolleyballspielerin.
Kathrine Maaseide gewann mit ihrer Partnerin Susanne Glesnes 2004 die Silbermedaille bei der Europameisterschaft in Timmendorfer Strand und vertrat ihr Land auch bei den Olympischen Sommerspielen 2004 in Athen. 2005 startete Kathrine Maaseide mit Kristine Wiig, ab 2006 aber wieder mit Susanne Glesnes, mit der sie 2008 erneut an den Olympischen Sommerspielen in Peking für ihr Heimatland Norwegen teilnahm. Nach dem Karriereende von Glesnes spielte Maaseide 2009 an der Seite von Janne Kongshavn. Nach einer Babypause 2010 kehrte Maaseide 2011 mit Ingrid Tørlen als Partnerin zurück in die FIVB World Tour.
Kathrines Bruder Bjørn Maaseide ist ebenfalls ein erfolgreicher norwegischer Beachvolleyballspieler.